# Мавгожата Мірга-Тас

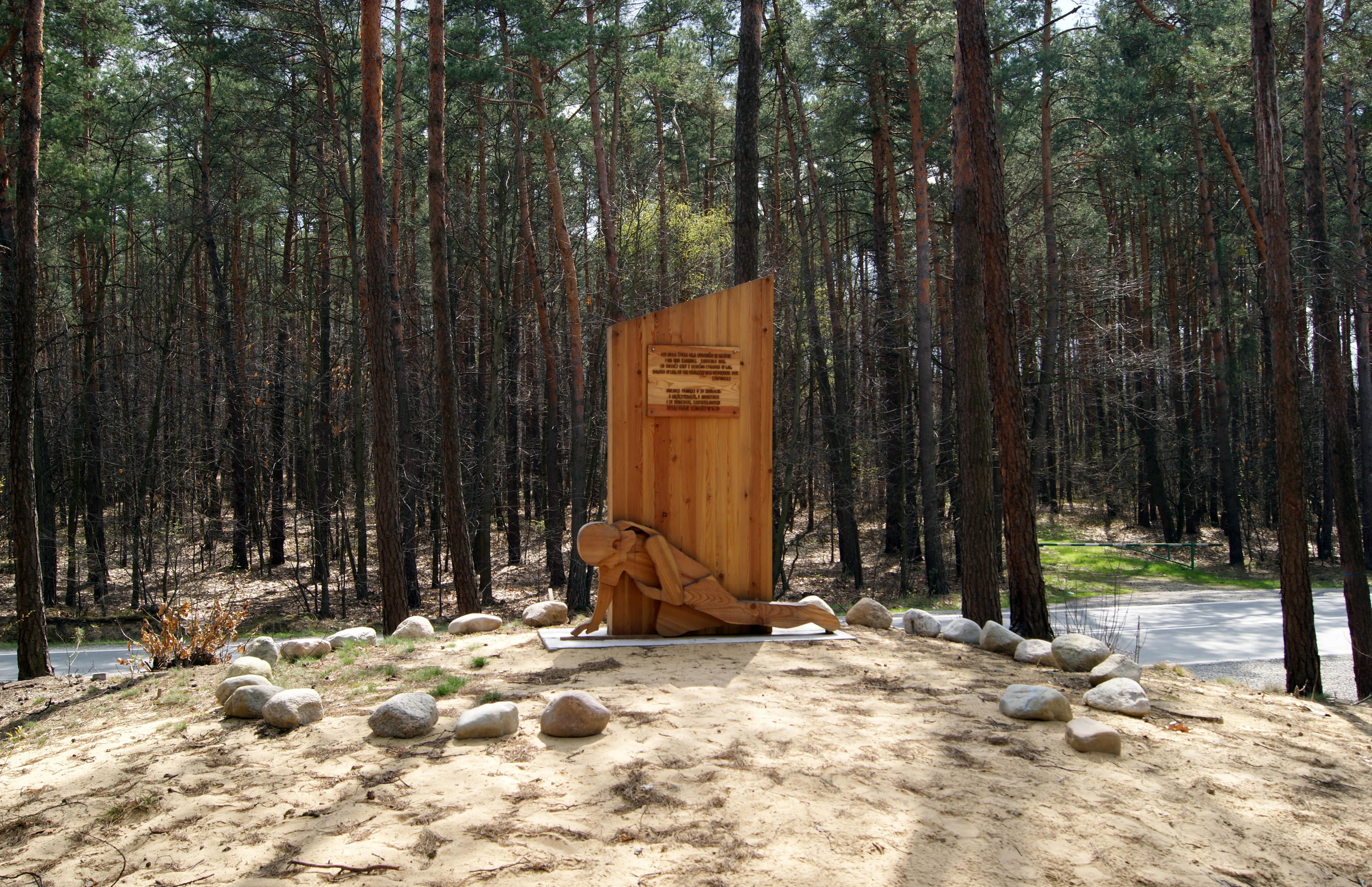
Монумент пам'яті Голокосту ромів

Мавгожата Мірґа-Тас (нар. 1978 у Закопаному ) – польсько- ромська художниця, скульптор, педагог і активіст.
Лауреат Паспорту «Політики» та мистецької премії ім.Марії Анто та Ельзи фон Фрейтаг-Лорінгховен  у 2020 році.

## Біографія
Навчалася в Закопаному. Випускниця середньої школи образотворчого мистецтва Ентоні Кенара . У 2004 році закінчила Академію образотворчого мистецтва. Яна Матейка в Кракові на факультеті скульптури. 
Вона бере участь у соціальних проектах, які протидіють ізоляції, расовій дискримінації та ксенофобії . Засновник руху "Romani Art" та ініціатор міжнародної програми мистецьких резиденцій "Jaw Dikh!"  . У 2020 році отримала паспорт "Політики"   .
У 2022 році вона представила широкоформатну інсталяцію "Conjuring the World "у польському павільйоні на Венеціанській бієнале  . Живе і працює в Чорній Гурі .

## Виставки
- Вихід з Єгипту, Галерея Арсенал у Білостоці (2021)
- 29. Церопластичні вправи, Центр польської скульптури в Оронсько (2020) [8]
- Сайд Тавенк, шитий нитками, Галерея Антонія Жонси (2019) [9]
- Ромське мистецтво, Етнографічний музей у Варшаві (2011) [10]
- "Блукаючі образи", Міжнародний культурний центр у Кракові (2 грудня 2022 – 5 березня 2023) [11]

## Призи та нагороди
- 2015 і 2019 - лауреат відзнаки на 42 і 44 ст. Бієнале живопису "Бєльська осінь" [12] ;
- 2018 р. – стипендіат Міністра культури та національної спадщини ;
- 2020 – лауреат Паспорту «Політики» в номінації «Візуальне мистецтво» [5] та мистецької премії ім. Марії Анто та Ельзи фон Фрейтаг-Лорінгховен [3] .

## Виноски
1. ↑  Чеська національна авторитетна база даних
2. 1 2 3  https://culture.pl/en/artist/malgorzata-mirga-tas
3. 1 2  Nagroda Sztuki od kobiet i dla kobiet [Anto/Freytag] — RESTARTmag (пол.)
4. ↑  Małgorzata Mirga-Tas | Życie i twórczość | Artysta (пол.) {{citation}}: Cite має пустий невідомий параметр: |inventor= (довідка)Обслуговування CS1: Сторінки з параметром url-status, але без параметра archive-url (посилання)
5. 1 2  , SZTUKI WIZUALNE, "Sztuki wizualne: Małgorzata Mirga-Tas laureatką Paszportów POLITYKI"
6. ↑  , SZTUKI WIZUALNE, "Nominacja w kategorii Sztuki wizualne: Małgorzata Mirga-Tas"
7. ↑  "Przeczarowując świat" Małgorzaty Mirgi-Tas w Pawilonie Polskim na Biennale Sztuki w Wenecji (пол.)
8. ↑  Protest z wosku / Sztuka / dwutygodnik.com (пол.)
9. ↑  Małgorzata Mirga-Tas SIDE THAWENCA. USZYTE NIĆMI – Galeria Antoniego Rząsy (пол.)
10. ↑  Romani Art w Państwowym Muzeum Etnograficznym w Warszawie (пол.)
11. ↑  Wystawa „Wędrujące obrazy. Małgorzata Mirga-Tas”. mck.krakow.pl (пол.).
12. ↑  Małgorzata Mirga-Tas. Wyjście z Egiptu (pl-PL)

## Зовнішні посилання
- Колекція польського мистецтва ING
- Мавгожата Мірга-Тас на Culture.pl
- Номінація в категорії «Образотворче мистецтво»: Мавгожата Мірга-Тас на Polityka.pl